# 通霍線

通霍線（つうかくせん、中文表記: 通霍铁路）は中華人民共和国内モンゴル自治区通遼市とホーリンゴル市を結ぶ、主に石炭輸送のための貨物鉄道である。 全長419キロ。

## 歴史
通霍線は、1978年5月に建設開始し、1984年10月に完成、1989年12月31日に単線・半自動閉塞の路線として開通した。 1987年、瀋陽鉄道局は、通霍線の高地寒冷・水不足・長距離の特殊条件に適応させるため、石炭列車牽引のために30台の東方紅1型ディーゼル機関車を配備した。1992年より、これらの機関車は東風4形ディーゼル機関車へ交換された。
2003年以降、通霍線では10,000トンの牽引が検討された。当初は、下り線では数百本の空の貨物列車を運行し、上り線では5,000トンの石炭等の貨物を牽引することで、輸送能力を大幅に向上させた。
2006 年以降、通霍線は容量拡張と改築が行われ、一部の駅の発着線が 2,550 メートルと 3,500 メートルに延長され、区間ごとに増改築が行われた。東風4B形・東風4C形ディーゼル機関車を使用して10,000トン（重連）と15,000トン（三重連）の重連運転をし、上りの1万トン単位の貨物列車は常時青信号の無停車運転で運行し、下りの空列車や旅客列車が全て避ける配置となっている。 2007年には四重連2万トンの重量列車が試験的に運行された。 2009年には、HXN3ディーゼル機関車が通遼機関区に割り当てられ始め、1 台の機関車で10,000 トンの重量貨物列車を牽引できるようになった。 2010年には霍白線と珠珠線の2つの新線が通霍線に接続され、これまでに2万トン級の大型列車も4編成運行された。
2007年8月20日に国務院が公布した「東北地方活性化計画」に基づき、通霍線通寮北～ホーリンゴル間の容量拡張・再建計画が 2009 年 10 月に中国鉄道第九工程局により着工、2011 年 8 月に完工した。投資額は36億9,900万元。線路は複線化され、自動閉塞が導入、旅客列車の設計速度は 120 km/h となった。

2016年11月より電化工事が実施され、2017年に完成した。錦州機関区と蘇家屯機関区のHXD3B電気機関車と通遼機関区のHXD2電気機関車は1万トンを牽引可能で、通霍線の年間輸送量は1億トンを超えた。